# Guardia Civil Estatal de San Luis Potosí
La Guardia Civil Estatal de San Luis Potosí es una dependencia de la administración pública estatal centralizada, cuyo objeto es el de preservar y establecer el orden público, protegiendo la integridad física, los derechos y los bienes de los habitantes del estado mexicano de San Luis Potosí, así como prevenir la comisión de delitos con la participación ciudadana. A través de la profesionalización de los cuerpos policiales, el óptimo equipamiento y aplicación de tecnologías en coordinación con los tres niveles de gobierno en el combate a la delincuencia.

## Modelo de Operación
Apegado a los derechos humanos, que garantice la integridad de los ciudadanos y su patrimonio; promueva la participación de la sociedad, la proximidad social policial y las acciones de prevención del delito para recuperar la confianza de los potosinos. Ser eficiente, eficaz y responsable, mediante la profesionalización de sus elementos, la actualización y homologación de sus métodos y sistemas de inteligencia policial.
Durante los cursos de capacitación en la Academia Estatal de Policía, se brinda la capacitación en cursos de formación inicial, seguridad pública, reinserción social y de tecnología. Aseguró que en lo que respecta a los municipios se aplican las capacitaciones de competencia, así como de cadena de custodia. En promedio, los elementos policiales cuentan con 7 años de antigüedad y trabajan 70 horas a la semana, contra las 48 horas que establece la Ley Federal del Trabajo para los empleados en general. Del total de elementos de policía, 73.4% realizó funciones principalmente operativas en el país, mientras que en San Luis Potosí el promedio es de 71.4%, y un 28.6% estuvo en funciones administrativas. En el año de la encuesta, en San Luis Potosí se contaba con 2 mil 662 policías estatales, 2 mil 536 municipales, y 712 de investigación estatal, de los cuales el 15% son mujeres y 85% hombres, con una edad promedio de 41 años de edad.